# 대한민국 제13대 대통령 선거 대구직할시
이 문서는 대한민국 제13대 대통령 선거의 대구직할시 지역 개표 결과이다.

## 개표 결과

### 서구
|  | 72.42% |

|  | 22.70% |

|  | 2.45% |

|  | 2.01% |

|  | 0.40% |

### 중구
|  | 70.15% |

|  | 24.76% |

|  | 2.78% |

|  | 2.00% |

|  | 0.29% |

### 북구
|  | 72.98% |

|  | 22.21% |

|  | 2.65% |

|  | 1.88% |

|  | 0.26% |

### 동구
|  | 71.72% |

|  | 23.34% |

|  | 2.62% |

|  | 1.97% |

|  | 0.32% |

### 수성구
|  | 67.06% |

|  | 27.66% |

|  | 2.70% |

|  | 2.25% |

|  | 0.31% |

### 남구
|  | 68.46% |

|  | 26.25% |

|  | 2.78% |

|  | 2.17% |

|  | 0.32% |

## 전체 결과
|  | 70.69% |

|  | 24.28% |

|  | 2.63% |

|  | 2.05% |

|  | 0.33% |

민주정의당 노태우 후보가 70%가 넘는 압도적인 득표율을 기록하면서 대구직할시에서 승리를 거두었다. 노태우 후보가 대구 출신이며 대구경북 지역을 기반으로 하는 민주정의당 후보였기 때문에 이런 압도적인 결과를 낼 수 있었다.
통일민주당 김영삼 후보는 24.28%의 득표율을 기록하면서 2위를 차지했다. 김영삼 후보는 부산경남 지역을 기반으로 하는 정치인이나 같은 영남 출신 정치인이었기 때문에 어느정도 수준의 득표율을 얻는 결과를 받게 되었다.
반면 호남을 기반으로 하는 평화민주당의 김대중 후보와 충청남도 지역을 기반으로 하는 신민주공화당의 김종필 후보는 2%대의 낮은 득표율을 올리며 참패했다.

### 주요 후보 결과
| 지역   | 노태우  | 노태우 | 김영삼 | 김영삼 | 김대중 | 김대중 | 김종필 | 김종필 |
| 지역   | 득표수  | 득표율 | 득표수 | 득표율 | 득표수 | 득표율 | 득표수 | 득표율 |
| ------ | ------- | ------ | ------ | ------ | ------ | ------ | ------ | ------ |
| 서구   | 226,444 | 72.42% | 70,991 | 22.70% | 7,667  | 2.45%  | 6,299  | 2.01%  |
| 중구   | 65,203  | 70.15% | 23,013 | 24.76% | 2,585  | 2.78%  | 1,864  | 2.00%  |
| 북구   | 126,672 | 72.98% | 38,546 | 22.21% | 4,613  | 2.65%  | 3,263  | 1.88%  |
| 동구   | 129,607 | 71.72% | 42,187 | 23.34% | 4,749  | 2.62%  | 3,560  | 1.97%  |
| 수성구 | 115,085 | 67.06% | 47,470 | 27.66% | 4,637  | 2.70%  | 3,874  | 2.25%  |
| 남구   | 137,352 | 68.46% | 52,673 | 26.25% | 5,580  | 2.78%  | 4,370  | 2.17%  |

민주정의당 노태우 후보가 전 지역에서 압도적인 승리를 거두었다. 특히 수성구, 남구를 제외한 나머지 지역에서는 70% 이상의 압도적인 득표율을 보여주었다.
통일민주당 김영삼 후보는 전 지역에서 20%대의 득표율을 기록했다. 김영삼 후보는 노태우 후보를 제외하고 유일하게 유의미한 득표를 기록했으며 전 지역에서 2위를 차지했다.
평화민주당 김대중 후보는 모든 지역에서 2%대의 득표율을 기록하면서 참패했다. 신민주공화당 김종필 후보 역시 동구와 북구에서 1%대 나머지 지역에서는 2%대의 득표율을 보이면서 매우 부진했다.

## 같이 보기
- 대한민국 제13대 대통령 선거